# راس عطية
راس عطية قرية فلسطينية من قرى الضفة الغربية في محافظة قلقيلية، تقع إلى الشمال من القدس. بلغ عدد سكانها حوالي 2,129 نسمة (لا يشمل المغتربين) حسب التعداد العام للسكان والمساكن والمنشآت عام 2017. وهي من القرى المحتلة في حرب 1967.

## التاريخ الحديث والمعاصر

### العهد العثماني
تبعت القرية إلى الإمبراطورية العثمانية في عام 1517 مع كل فلسطين، وكانت تتبع ولاية شرق بيروت في الشام.

### الانتداب البريطاني
في عام 1917، وقعت راس عطية بيد الجيش البريطاني، ودخلت القرية مع باقي فلسطين مظلة الانتداب البريطاني على فلسطين عام 1920 حتى وقوع النكبة.

### الحكم الأردني
في أوائل خمسينيات القرن العشرين أتبعت القرية للحكم الأردني بين حربي 1948 و1967، وكان عدد سكانها آنذاك حوالي 224 نسمة عام 1961.

### النكسة
سقطت راس عطية في يد الاحتلال بعد حرب النكسة.

### السلطة الفلسطينية

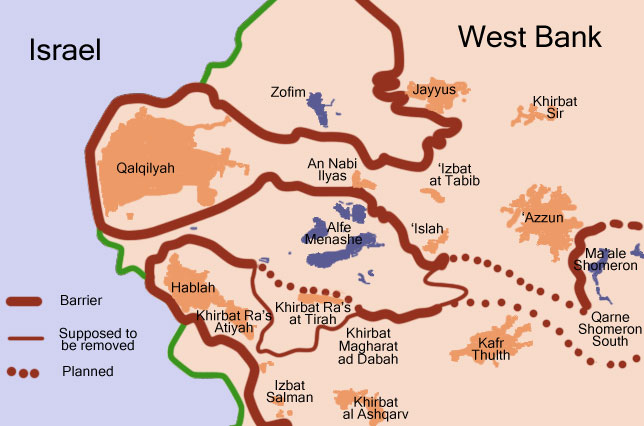
خريطة مسار الجدار الفاصل في محافظة قلقيلية

بعد تأسيس السلطة الفلسطينية، استلمت السلطة الوطنية الفلسطينية القرية، ووضعتها تحت سيطرتها المدنية حسب اتفاقيات أوسلو، وبموفق الاتفاقيات، قسمت أراضي القرية إلى قسمين: الأول شكل حوالي 67.8% وعرف باسم المنطقة «ب»، بينما القسم الآخر والذي شكل النسبة المتبقية عرف باسم المنطقة «ج». وأتبعت البلدة إدارياً لمحافظة قلقيلية.

## الجغرافيا
تقع قرية راس عطية في فلسطين، في الجزء الشمالي الغربي من الضفة الغربية، في الناحية الجنوبية الشرقية من محافظة قلقيلية على ارتفاع (147) متراً عن سطح البحر. تبعد عن مدينة قلقيلية حوالي 5 كم إلى الجنوب منها.
يحد القرية من الشرق أراضي مغارة الضبعة وكفر ثلث، ومن الشمال فيحدها أراضي وادي الرشا وراس الطيرة، ومن الغرب حبلة، أما من الجنوب فيحدها أراضي عزبة جلعود.

## السكان
دخلت فلسطين وفود كبيرة عبر العصور من تجار وغيرهم؛ وذلك لموقعها الهام كنقطة وصل بين القارات، ومركز للحضارات والأديان. يبلغ عدد سكان راس عطية حاليا حوالي 2,129 نسمة جميعهم من المسلمين وذلك حسب التعداد العام للسكان والمساكن والمنشآت 2017 الذي أجراه الجهاز المركزي للإحصاء الفلسطيني.
| السنة           | تعداد (1961) | تعداد (1997) | تعداد (2007) | تقدير (2012) | تعداد (2017) |
| --------------- | ------------ | ------------ | ------------ | ------------ | ------------ |
| التعداد السكاني | 224          | 1,136        | 1,504        | 1,713        | 2,129        |

## وصلات خارجية
- صفحة قرية راس عطية في موقع «فلسطين في الذاكرة».
- صورة جوية للقرية.
- ملف قرية راس عطية بما فيها (وادي الرشا وراس الطيرة) في معهد الأبحاث التطبيقية (أريج) - القدس.